# Governo Regional da Madeira
O Governo Regional é o órgão executivo da Região Autónoma da Madeira e o órgão superior da administração regional autónoma. O Governo Regional da Madeira é composto pelo presidente (atualmente Miguel Albuquerque), o(s) vice-presidente(s) se os houver, os secretários regionais e os subsecretários regionais, se os houver.
O Presidente do Governo é nomeado por Decreto do Representante da República (antes de 2004, pelo Ministro da República), ouvidos os partidos políticos com assento parlamentar e tendo em conta a composição do parlamento.
Cabe ao Presidente do Governo propor ao Representante da República a nomeação e a exoneração dos restantes membros do Governo, os quais são nomeados por decreto.
O Governo apenas assume a plenitude dos seus poderes após investidura parlamentar, o que acontece com a aprovação na Assembleia Legislativa do seu programa de governo.
Atualmente, o Governo Regional da Madeira é do Partido Social Democrata (PSD).

## Competências do Governo Regional
Nos termos do artigo 60.º do Estatuto Político Administrativo da Região Autónoma da Madeira, cabe ao Governo Regional:
- Exercer poder executivo próprio;

- Administrar e dispor do património regional e celebrar os atos e contratos em que a Região tenha interesse;

- Administrar, nos termos do Estatuto e da Lei de Finanças das Regiões Autónomas, as receitas fiscais cobradas ou geradas na Região, bem como a participação nas receitas tributárias do Estado, e outras receitas que lhe sejam atribuídas e afetá-las às suas despesas;

- Exercer poder de tutela sobre as autarquias locais;

- Superintender nos serviços, institutos públicos e empresas públicas e nacionalizadas que exerçam a sua atividade exclusiva ou predominantemente na Região, e noutros casos em que o interesse regional o justifique;

- Participar na definição e execução das políticas fiscal, monetária, financeira e cambial, de modo a assegurar o controlo regional dos meios de pagamento em circulação e o financiamento dos investimentos necessários ao desenvolvimento económico-social da Região;

- Participar na definição das políticas respeitantes às águas territoriais, à zona económica exclusiva e aos fundos marinhos contíguos;

- Participar nas negociações de tratados e acordos internacionais que diretamente digam respeito à Região e administrar os benefícios deles decorrentes;

- Estabelecer cooperação com outras entidades regionais estrangeiras e participar em organizações que tenham por objeto fomentar o diálogo e a cooperação inter-regional, de acordo com as orientações definidas pelos órgãos de soberania com competência em matéria de política externa;

- Pronunciar-se, por sua iniciativa ou sob consulta dos órgãos de soberania, sobre as questões da competência destes que digam respeito à Região, bem como na definição das posições do Estado Português no âmbito do processo de construção europeia em matérias de interesse específico da Região;

- Participar no processo de construção europeia, mediante representação nas respetivas instituições regionais e nas delegações envolvidas em processos de decisão comunitária, quando estejam em causa matérias do interesse específico regional;

- Conduzir a política da Região, defendendo a legalidade democrática;

- Participar na elaboração dos planos nacionais;

- Regulamentar a legislação regional;

- Aprovar a sua própria organização e funcionamento;

- Elaborar os regulamentos necessários ao bom funcionamento da administração regional;

- Dirigir os serviços e atividades de administração regional;

- Elaborar o seu Programa e apresentá-lo, para aprovação, à Assembleia Legislativa;

- Apresentar à Assembleia Legislativa propostas de decreto legislativo regional e antepropostas de lei;

- Elaborar as propostas de plano de desenvolvimento económico e social da Região;

- Elaborar a proposta de orçamento e submetê-la à aprovação da Assembleia Legislativa;

- Apresentar à Assembleia Legislativa as contas da Região;

- Adotar as medidas necessárias à promoção e desenvolvimento económico e social e à satisfação das necessidades coletivas regionais;

- Coordenar o Plano e o Orçamento regionais e velar pela sua boa execução;

- Proceder à requisição civil e à expropriação por utilidade pública, nos termos da lei;

- Praticar todos os atos exigidos pela lei respeitantes aos funcionários e agentes da administração regional;

- Exercer as demais funções executivas que lhe sejam cometidas por lei.

## Edifícios Históricos do Governo Regional
A Quinta Vigia funciona como sede da Presidência do Governo da Região Autónoma da Madeira.
No centro histórico do Funchal, junto à Sé Catedral, ergue-se o Edifício do Governo Regional da Madeira. Este imóvel foi erigido no século XVII para albergar a Santa Casa da Misericórdia do Funchal e o seu hospital, tendo registado, desde então, inúmeras alterações até ao século XX. Atualmente, diferentes serviços públicos regionais têm sede neste espaço.